# United States (paquebot)
Pour les articles homonymes, voir United States.
Le United States, surnommé en anglais « The Big U » est un paquebot transatlantique américain de la compagnie United States Lines. Il est construit de 1950 à 1952 sous la direction de l'architecte naval William Francis Gibbs avec le soutien du gouvernement américain, dans le but de doter le pays d'un navire fiable et rapide qui puisse effectuer du transport de passagers en temps de paix, mais également des transports de troupes dans l'éventualité d'un conflit entre les États-Unis et l'URSS. Il est affecté à la ligne de l'Atlantique Nord, New York—Le Havre—Southampton.
Le navire est le plus grand construit par les États-Unis, et il est également le paquebot le plus rapide jamais mis en service. Il remporte en effet le prestigieux Ruban bleu dès sa traversée inaugurale, qu'il effectue en juillet 1952. Son record de 3 jours, 10 heures et 40 minutes pour une traversée de l'Atlantique Nord n'est jamais battu par un autre paquebot. Le navire se caractérise également par une décoration assez austère et fonctionnelle voulue par son concepteur. Sa carrière est de courte durée puisque le navire doit rapidement faire face à la concurrence du trafic aérien. Dès 1969, il est retiré du service.
Le navire connaît par la suite divers rachats de propriétaires privés entre 1978 et 2003. Des reconversions en navire de croisière sont envisagées, mais aucune ne voit le jour. En 2003, la Norwegian Cruise Line (NCL) rachète le navire dans le même but. Cependant, le United States ne quitte pas le quai de Philadelphie où il est amarré depuis 1996. En 2010, la NCL envisage de le vendre à des démolisseurs, mais l'action d'une association pour la protection du navire donne à celui-ci un sursis. Il est remorqué en février 2025 et doit être coulé pour devenir un récif artificiel en Floride.

## Histoire

### Une conception longuement murie

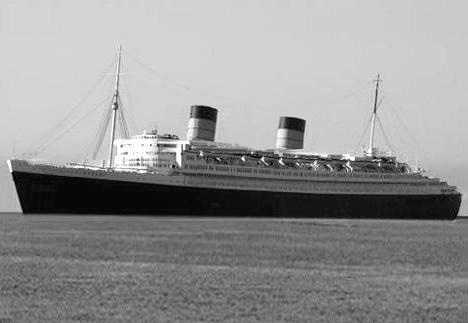
Ce sont les performances du Queen Elizabeth qui ont poussé le gouvernement américain à désirer un paquebot rapide et grand : le United States.

Dès 1908, l'architecte naval William Francis Gibbs avait en tête l'idée d'un paquebot géant de plus de 300 mètres et capable de dépasser les 30 nœuds. En 1914, il en dessine les premiers plans, et en 1916, des expériences sont menées à l'aide d'un modèle réduit. L'idée ne séduit cependant pas encore, et le projet du jeune architecte ne voit pas le jour. Gibbs gagne cependant en notoriété lorsque, à la fin de la Première Guerre mondiale, il redessine les plans du Leviathan, ancien paquebot allemand cédé aux Américains. La construction d'un nouveau paquebot aux États-Unis n'est cependant pas encore à l'ordre du jour, les navires du pays étant fuis par la clientèle à cause de la Prohibition. Il faut attendre 1940 pour que le pays se dote d'un nouveau paquebot d'une certaine ampleur : l’America.
La Seconde Guerre mondiale donne cependant aux autorités un nouveau point de vue sur les paquebots. Le Queen Mary et le Queen Elizabeth, tous deux fleurons de la marine britannique quant à la taille et la vitesse, impressionnent en effet fort favorablement le gouvernement américain dans leurs fonctions de transports de troupes. Dès 1943, les États-Unis commencent donc à envisager de construire un paquebot de ce type et confient la direction des opérations à Gibbs, qui remet un premier projet en juillet 1945. La fin de la guerre, deux mois plus tard, laisse cependant à penser que le projet ne verra finalement pas le jour.
La guerre froide imminente remet cependant rapidement le projet au goût du jour, et le gouvernement décide finalement de la création du navire. Une commission spéciale est créée, et un impôt spécial est voté pour subventionner la construction du paquebot. Outre sa vitesse, le navire doit pouvoir transporter plus de 10 000 soldats sur d'éventuels terrains d'opérations, et être facilement converti d'un usage civil à militaire.

### Une construction teintée de mystère
La quille du United States est posée en février 1950 dans les chantiers Newport News Shipbuilding and Drydock Company. Contrairement à la plupart des navires de l'époque, le paquebot est directement construit dans un bassin rempli ultérieurement. Les machines installées sont capables de développer une puissance jamais atteinte sur un paquebot : elles étaient à l'origine prévues pour un porte-avions américain. De par ses fonctions militaires potentielles, le navire ne doit pas être copié par les puissances ennemies. La plupart des caractéristiques restent ainsi secrètes non seulement durant la construction, mais également en ce qui concerne la propulsion et la conception de la coque qui ne sont connues du public qu'après le désarmement du navire.
La construction du navire nécessite nombre d'ouvriers, et la coque se révèle être trop grande pour la cale sur laquelle elle est construite. Le 23 juin 1951, le paquebot est lancé en public. Cependant, la quille a été préalablement submergée afin que sa conception reste secrète. Le navire est achevé l'année suivante. Sa construction a coûté 78 000 000 $, dont une grande partie a été fournie par le gouvernement américain en échange de services militaires éventuels.

### Le paquebot le plus rapide de l'histoire en service
Le United States se montre fort satisfaisant lors de sa mise en service. Ses essais à la mer sont en effet concluants et permettent au navire d'atteindre une vitesse de près de 40 nœuds, soit 75 km/h au maximum, performance jamais atteinte ou dépassée depuis. Le navire effectue sa traversée inaugurale avec passagers entre New York et Southampton en battant le record établi en 1938 par le Queen Mary. Il emporte le Ruban bleu lors de la traversée retour, cette récompense étant offerte à la traversée la plus courte de l'Océan Atlantique dans l'un des deux sens. Il s'agit du record toujours imbattu par un paquebot, avec une traversée de 3 jours, 10 heures et 40 minutes. Il devient le premier navire américain à s'emparer de cette récompense depuis le Baltic de la Collins Line, plus d'un siècle plus tôt. Si le Ruban bleu est resté en possession du paquebot, le trophée Hales qui symbolise également le record de vitesse est pour sa part remis au catamaran Hoverspeed Great Britain pour la traversée la plus rapide de l'Atlantique de l'ouest à l'est.
Le paquebot sert un temps en roulement sur la ligne transatlantique avec l’America mis en service durant la Seconde Guerre mondiale. Le navire acquiert une clientèle fidélisée, en particulier celle du duc de Windsor et de son épouse. Cependant, la concurrence des avions de ligne se fait de plus en plus pressante à la fin des années 1950. Progressivement, les navires sont également envoyés effectuer des croisières durant l'hiver. En 1964, les deux navires continuant à perdre de la clientèle, l’America est retiré du service, et vendu. Le United States est alors le dernier paquebot américain sur la ligne transatlantique. Le navire transporte également La Joconde à son bord, honneur qui n'est partagé qu'avec le France, également au nombre des derniers transatlantiques. Le navire est finalement retiré du service en 1969 après être passé en cale sèche pour un grand carénage. Après avoir accompli près de 800 traversées pour le compte des United States Lines, le navire quitte définitivement sa ligne.

### Retrait du service et changements de mains

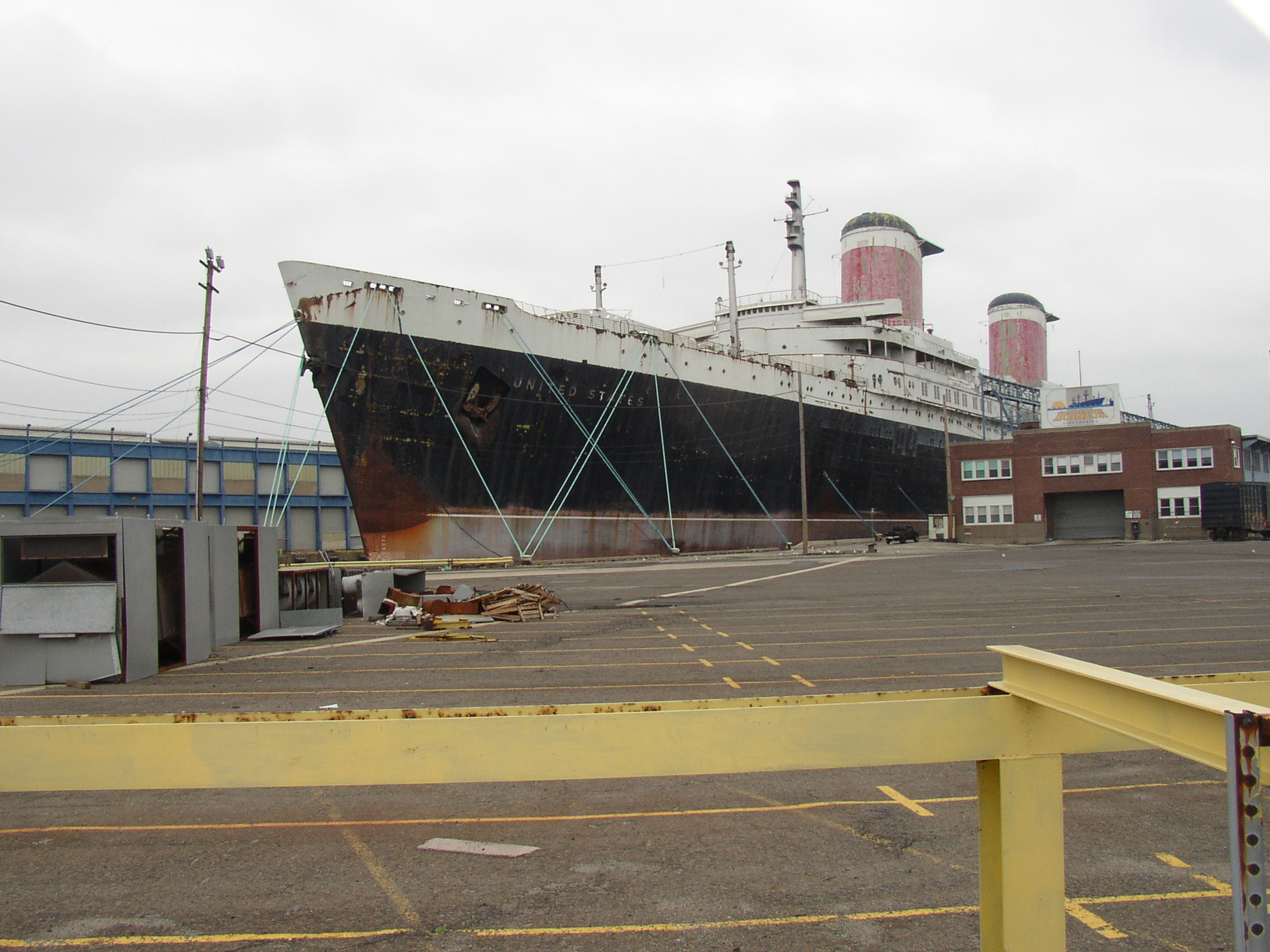
Le United States à quai à Philadelphie en 2005.

Le navire est alors mis au repos, et cédé à la responsabilité de l'administration fédérale en 1973. Celle-ci décide que, la conception du navire devant rester secrète, il ne peut être vendu à une puissance étrangère. Le paquebot reste donc à quai à Norfolk en Virginie. À la fin des années 1970, la Norwegian Cruise Line tente sans succès de l'acheter, et jette finalement son dévolu sur le France. Cependant, en 1978, le navire est racheté par la United States Cruises Inc., qui envisage de le reconvertir en navire de croisière. Cela ne se fait cependant pas et la société fait faillite en 1992 sans que le navire ait encore quitté son « quai de l'oubli ».
Le navire est racheté cette année-là par un armateur turc désireux de l'utiliser pour des croisières dans les Caraïbes. Le United States part donc pour la Méditerranée pour y subir un désamiantage. Devant les coûts exorbitants, cependant, l'armateur s'effraie, et revend le navire. Le navire est finalement saisi, faute de paiement, par les autorités américaines le 27 janvier 1997, et ne quitte plus le quai de Philadelphie où il avait été remorqué l'année précédente.

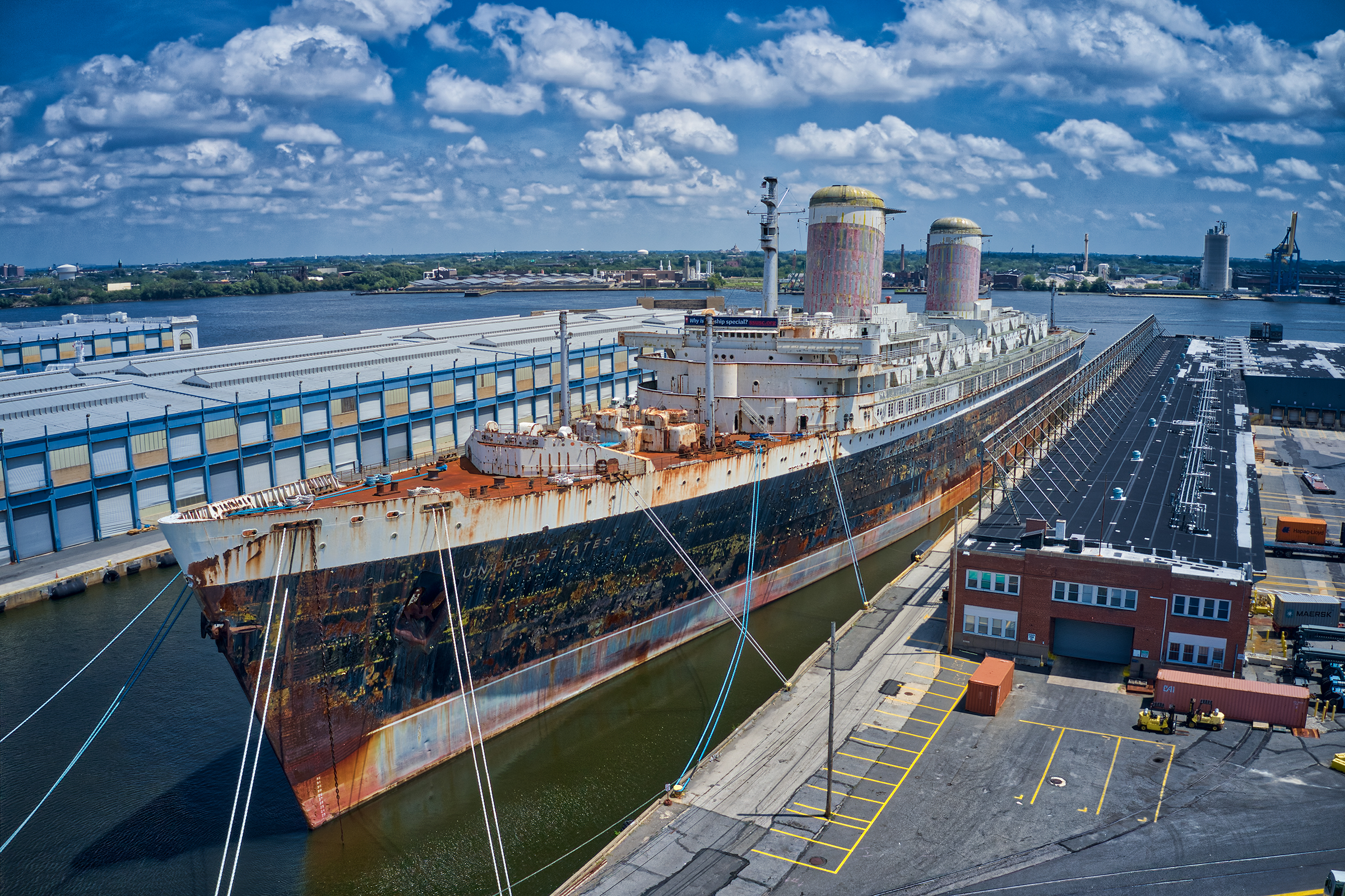
Le navire en 2020.

La Norwegian Cruise Line rachète le paquebot en 2003 pour en faire un navire de croisière, et déclare vouloir en faire une refonte, qui ne vient jamais cependant. En 2009, il est annoncé que la compagnie cherche à revendre le paquebot. Les acheteurs potentiels sont en grande majorité des démolisseurs. L'association SS United States Conservancy cherche à sauver le paquebot en le rachetant, et bénéficie de soutiens. Un entrepreneur de Philadelphie donne ainsi 300 000 $ à l'association dans ce but. Le groupe bénéficie également du soutien de l'ancien président Bill Clinton. Le 1er juillet 2010, un accord est trouvé, la NCL donnant à l'association jusqu'en février 2011 pour lui racheter le navire pour 3 millions de dollars. Le navire doit également satisfaire aux exigences de l'Agence de protection de l'environnement des États-Unis en étant débarrassé d'une partie de ses matières toxiques. Une fois le navire racheté, la SS United States Conservancy bénéficiera d'un soutien financier pendant 20 mois pour rentabiliser le navire,.
Après que différents projets de refonte ont été évoqués (hôtel flottant, parc à thèmes), la société Crystal Cruises propose en 2016 de lancer des études de réhabilitation du navire afin de le transformer en paquebot de luxe. En mars 2020, RXR Realty (en) annonce son intention de transformer le paquebot en un espace d'accueil et culturel de 600 000 pieds carrés (55 740 m2) amarré en permanence, sollicitant des manifestations d'intérêt d'un certain nombre de grandes villes américaines du front de mer, notamment Boston, New York, Philadelphie, Miami, Seattle, San Francisco, Los Angeles et San Diego.
Cependant, en novembre 2024, alors que le navire rouille à quai à Philadelphie, il est annoncé que le paquebot sera finalement transformé en récif artificiel. Après avoir été débarrassé des matériaux polluants, il quitte le port en février 2025 et doit être coulé au large de la Floride afin de servir de support à des récifs coralliens (et devenir le plus grand récif artificiel du monde). Le propriétaire du quai souhaite en effet pouvoir accueillir d'autres navires et fait pression pour que le United States soit vendu,.

## Caractéristiques

### Un navire techniquement révolutionnaire…

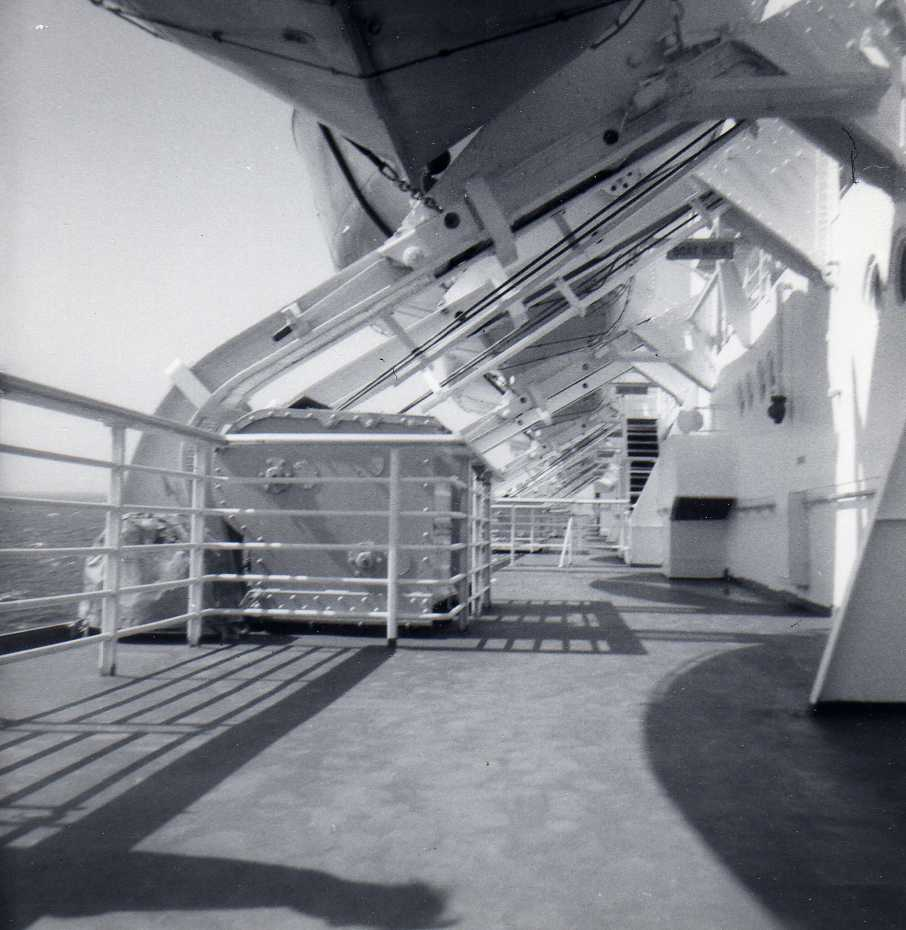
Le pont promenade du United States.

Conçu comme un navire multifonctions, le United States se doit d'être rapide. C'est pour cela que William Francis Gibbs le dote des machines les plus puissantes jamais installées sur un paquebot. Ces machines sont en effet des turbines de type Westinghouse qui étaient à l'origine destinées à un porte-avions dont la construction a été annulée par la fin de la Seconde Guerre mondiale. Avec sa silhouette nettement plus effilée que les autres paquebots et des machines développant une puissance de 240 000 ch, le United States atteint durant ses essais une vitesse record de près de 40 nœuds (72 kilomètres à l'heure).
Le navire peut transporter un peu moins de 2 000 passagers pour un équipage de 1 000 personnes, mais il est conçu pour transporter plusieurs milliers d'hommes en cas de conflit. Il arbore deux cheminées rouges à manchette bleue et blanche, les couleurs des United States Lines.

### … mais à la décoration austère
Si le United States se démarque par sa conception ingénieuse et ses performances, ses aménagements ne connaissent pas les mêmes louanges. Le navire est en effet meublé de façon plus fonctionnelle que décorative. Quelques revêtements de verre rappellent cependant la décoration du Normandie, mais les coursives sont généralement très dépouillées. De plus, pour accroître l'efficacité du navire, Gibbs a dû réduire très fortement la taille des espaces communs et salons.
Le navire souffre de l'absence de bois, remplacé par l'aluminium et le plastique. Ce choix vise en premier lieu à alléger le navire pour accroître sa vitesse. Cependant, il tire également ses origines dans la phobie de Gibbs à l'égard des incendies qui ont touché certains grands paquebots comme le Normandie ou le Paris. Le bois est, de fait, prohibé à bord,. L'architecte n'a accepté à bord que le billot du boucher comme objet en bois, ainsi que, à contrecœur, le piano du salon,. Gibbs avait en effet demandé à la maison Steinway & Sons de construire un instrument en aluminium, mais cela lui avait été refusé, et le United States a finalement bénéficié d'un piano en acajou ignifugé,. Le navire est de fait particulièrement sûr, et le commandant prend un certain plaisir à démontrer en début de traversée la résistance du paquebot en déposant une cigarette allumée sur une couverture de cabine.